# Mylothris humbloti
Mylothris humbloti is een vlindersoort uit de familie van de Pieridae (witjes), onderfamilie Pierinae.
Mylothris humbloti werd in 1888 beschreven door Oberthür.